# باشگاه فوتبال دورکینگ
باشگاه فوتبال دورکینگ (به انگلیسی: Dorking Football Club) یک باشگاه فوتبال در شهر دورکینگ، کشور انگلستان است که در سال ۱۸۸۰ میلادی تأسیس شده‌است.

## نگارخانه

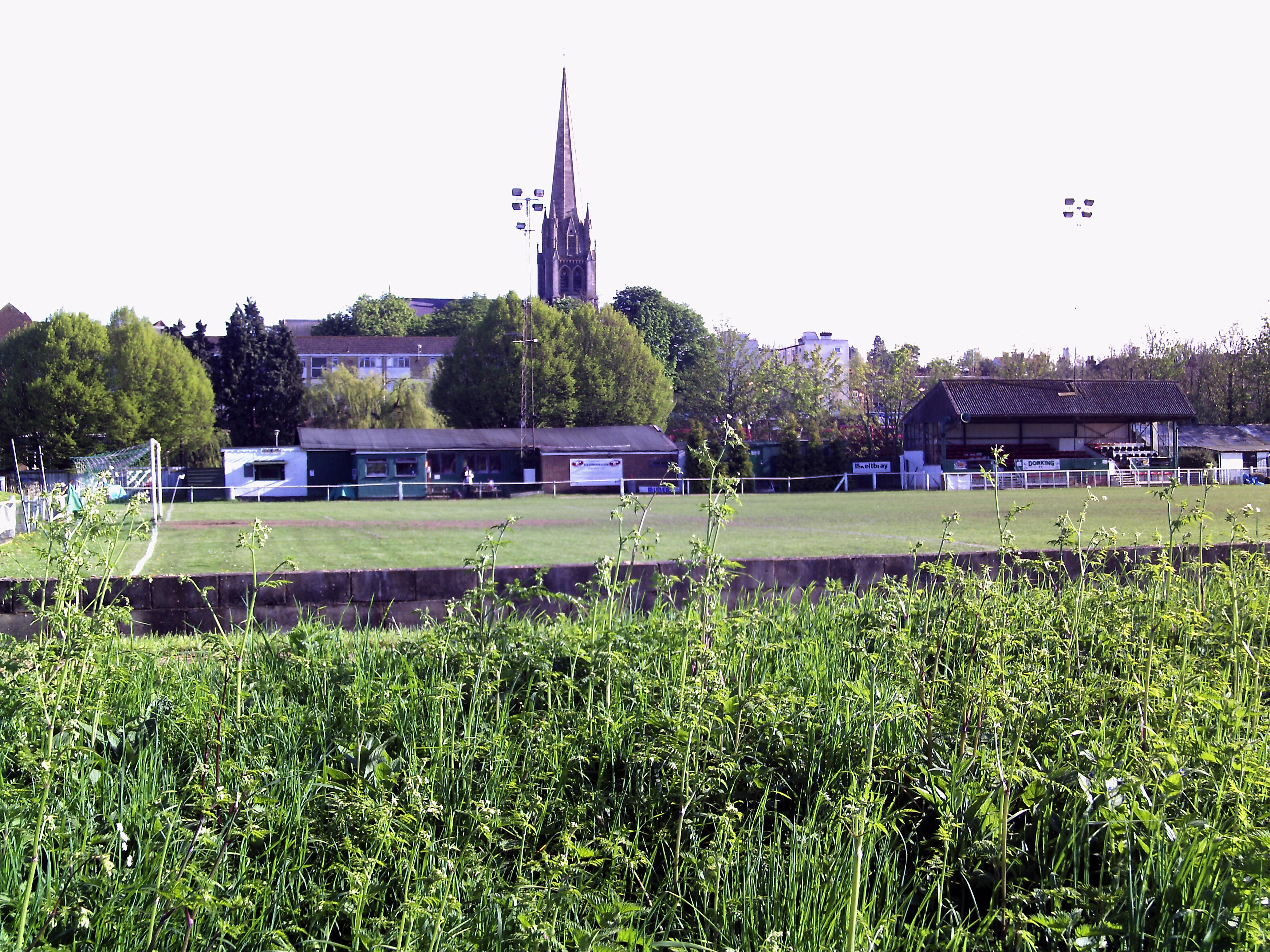
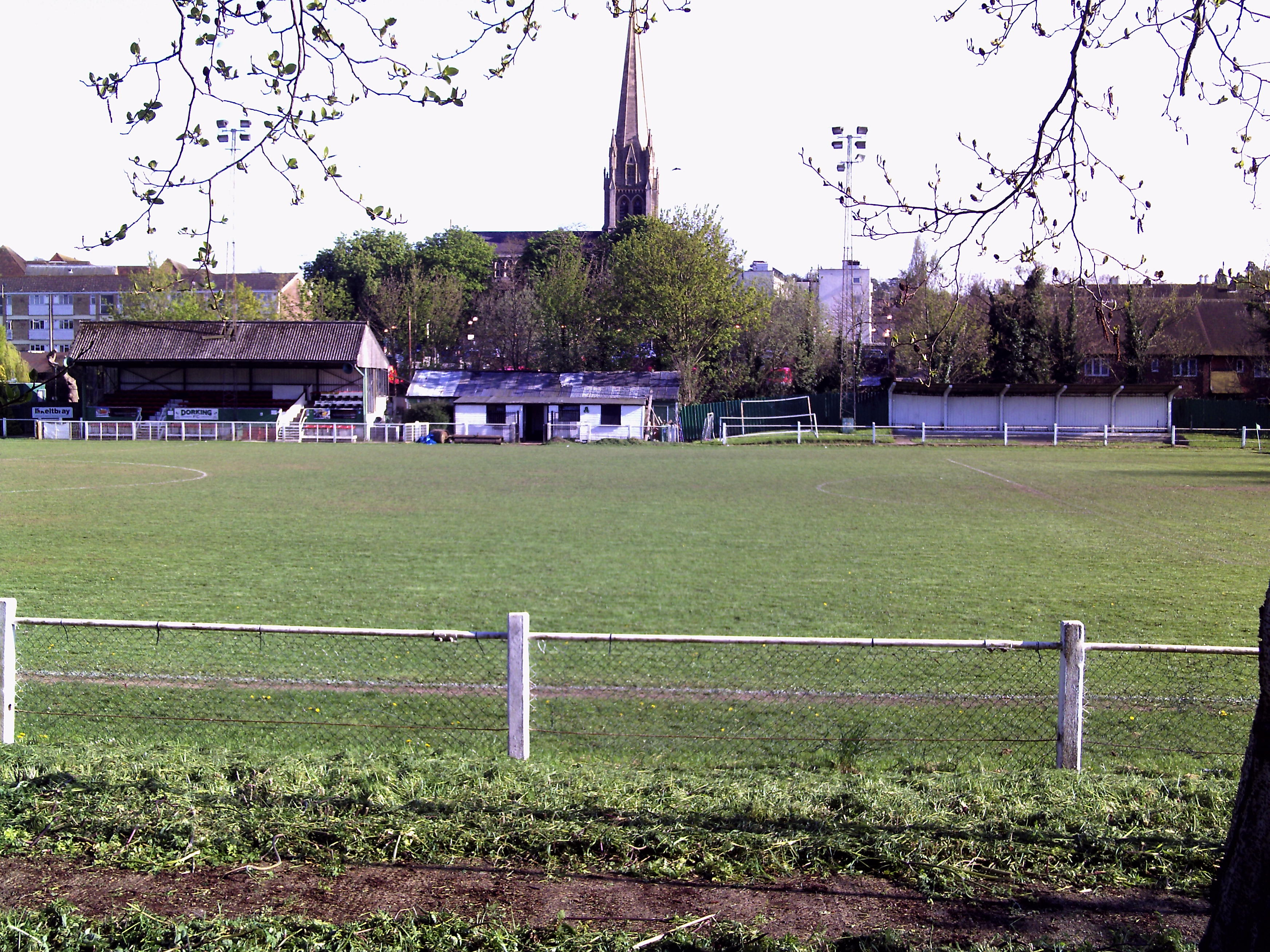
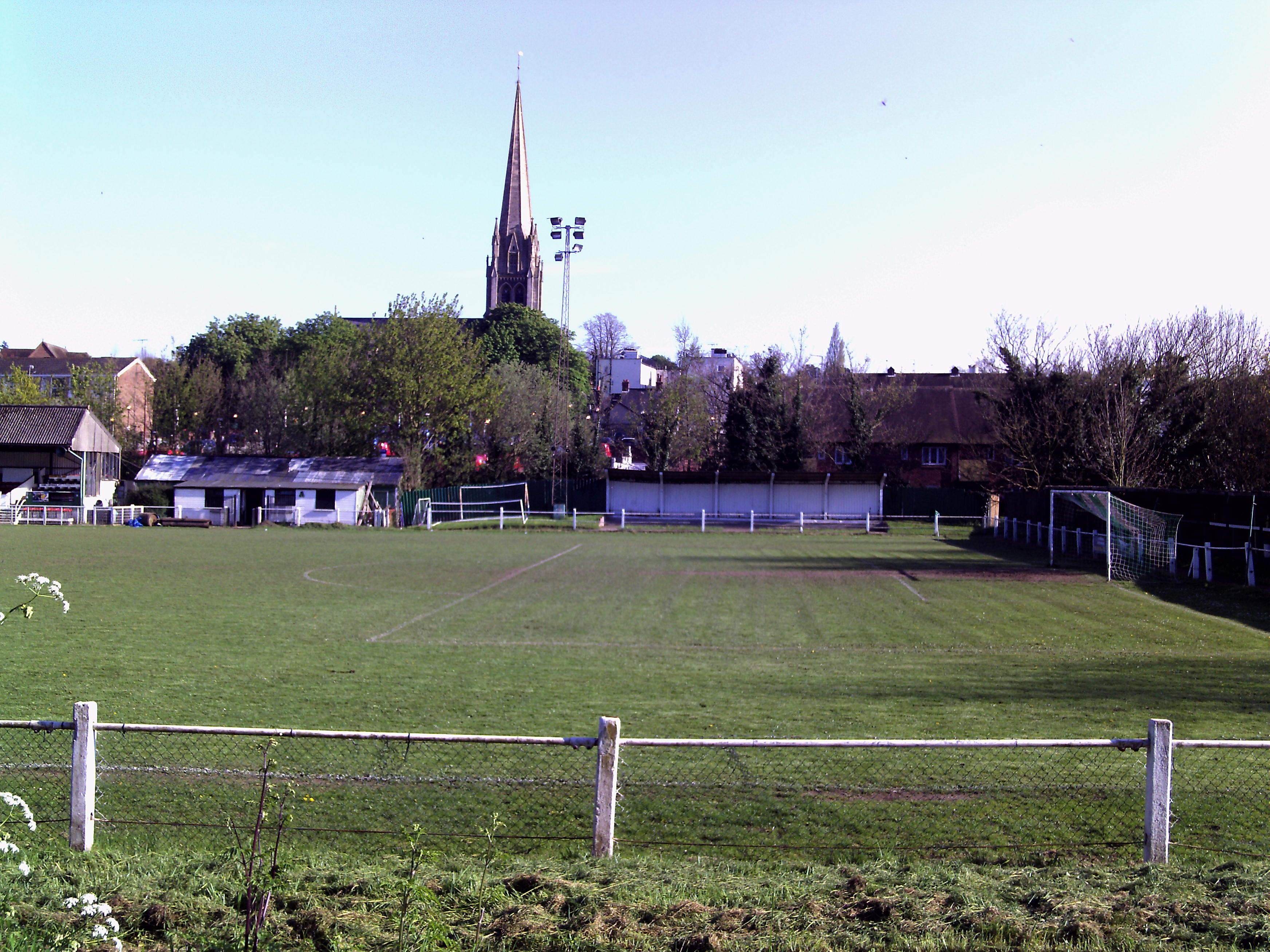